# Laimont
Laimont est une commune française située dans le département de la Meuse, en région Grand Est.

## Géographie

### Localisation
La commune est à 1,0 km de Fontenoy, 1,6 de Neuville-sur-Ornain, 5,3 de Braban-le-Roi et 6 de Val-d'Ornan.

### Géologie et relief
Hydrogéologie et climatologie : Système d’information pour la gestion des eaux souterraines du bassin Seine-Normandie :
Territoire communal : Occupation du sol (Corinne Land Cover); Cours d'eau (BD Carthage),
Géologie : Carte géologique; Coupes géologiques et techniques,
 Hydrogéologie : Masses d'eau souterraine; BD Lisa; Cartes piézométriques.

### Sismicité
Commune située dans une zone 1 de sismicité très faible.

### Hydrographie
La commune est dans la région hydrographique « la Seine de sa source au confluent de l'Oise (exclu) » au sein du bassin Seine-Normandie. Elle est drainée par l'Ornain, le ruisseau de Nausonce, le Nappont, le canal de l'Ornain, le Rubhan et divers bras de l'Ornain,,.
L'Ornain, d'une longueur de 116 km, prend sa source dans la commune de Grand et se jette  dans la Saulx à Étrepy, après avoir traversé 36 communes. 
Le ruisseau de Nausonce, d'une longueur de 18 km, prend sa source dans la commune de Les Hauts-de-Chée et se jette  dans la Chée à Revigny-sur-Ornain, après avoir traversé sept communes. 

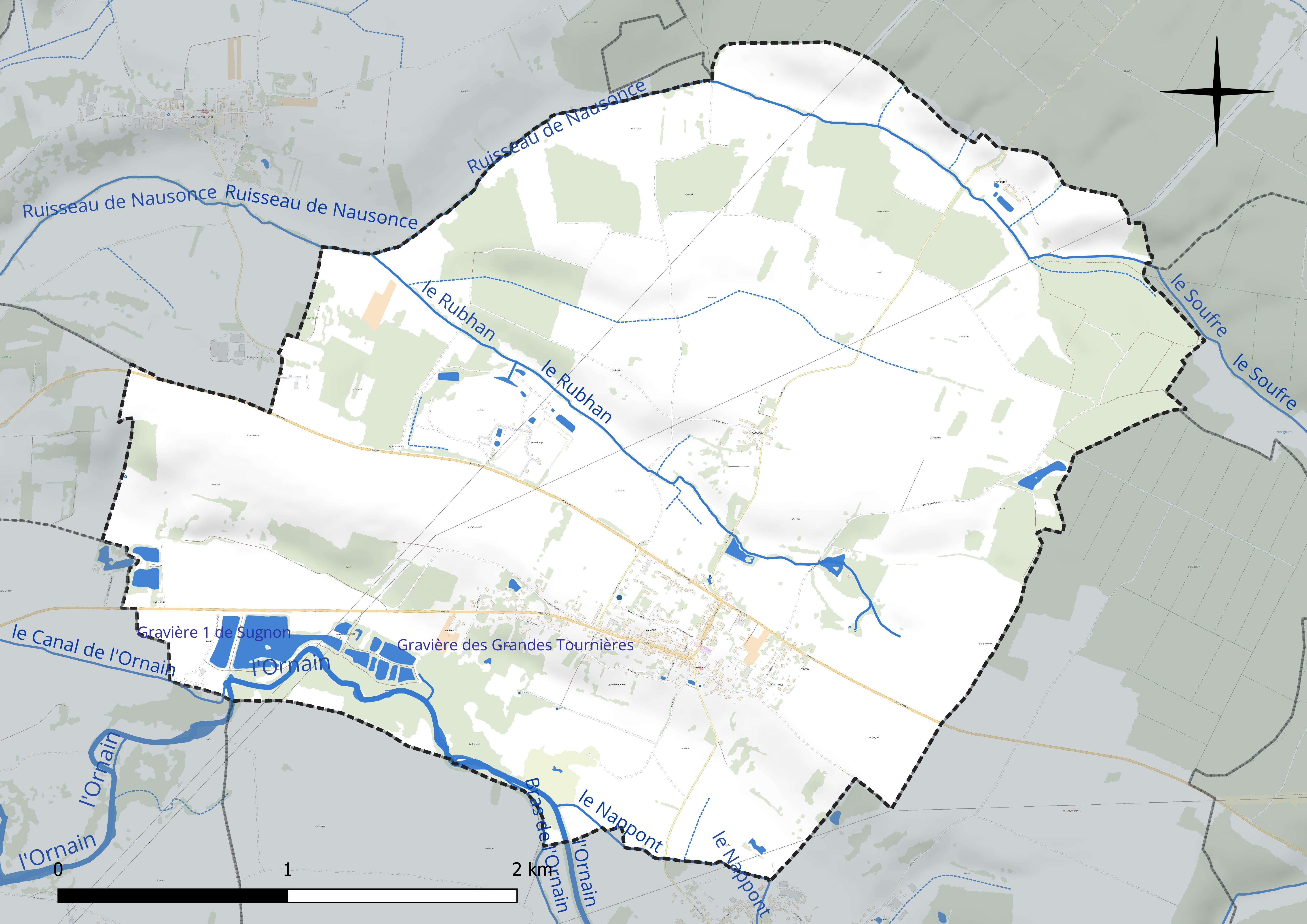
Réseau hydrographique de Laimont.

Trois plans d'eau complètent le réseau hydrographique : la gravière 1 de Sugnon (5,5 ha), la gravière 2 de Sugnon (1,6 ha) et la gravière des Grandes Tournières (2,6 ha),.

### Climat
Pour des articles plus généraux, voir Climat du Grand Est et Climat de la Meuse.
En 2010, le climat de la commune est de type climat de montagne, selon une étude du Centre national de la recherche scientifique s'appuyant sur une série de données couvrant la période 1971-2000. En 2020, Météo-France publie une typologie des climats de la France métropolitaine dans laquelle la commune est exposée à un climat océanique altéré et est dans la région climatique  Lorraine, plateau de Langres, Morvan, caractérisée par un hiver rude (1,5 °C), des vents modérés et des brouillards fréquents en automne et hiver. 
Pour la période 1971-2000, la température annuelle moyenne est de 10,2 °C, avec une amplitude thermique annuelle de 16,1 °C. Le cumul annuel moyen de précipitations est de 953 mm, avec 13,5 jours de précipitations en janvier et 9,3 jours en juillet. Pour la période 1991-2020, la température moyenne annuelle observée sur la station météorologique de Météo-France la plus proche, « Vassincourt », sur la commune de Vassincourt à 4 km à vol d'oiseau, est de 11,4 °C et le cumul annuel moyen de précipitations est de 871,0 mm. 
La température maximale relevée sur cette station est de 41,7 °C, atteinte le 24 juillet 2019 ; la température minimale est de −17,4 °C, atteinte le 20 décembre 2009,,. 
Les paramètres climatiques de la commune ont été estimés pour le milieu du siècle (2041-2070) selon différents scénarios d'émission de gaz à effet de serre à partir des nouvelles projections climatiques de référence DRIAS-2020. Ils sont consultables sur un site dédié publié par Météo-France en novembre 2022.

### Voies de communications et transports

#### Voies routières
- D 994 vers Bar-le-Duc, Revigny-sur-Ornain.
- D 75 vers Braban-le-Roi.

#### Transports en commun
- Fluo Grand Est.

##### SNCF

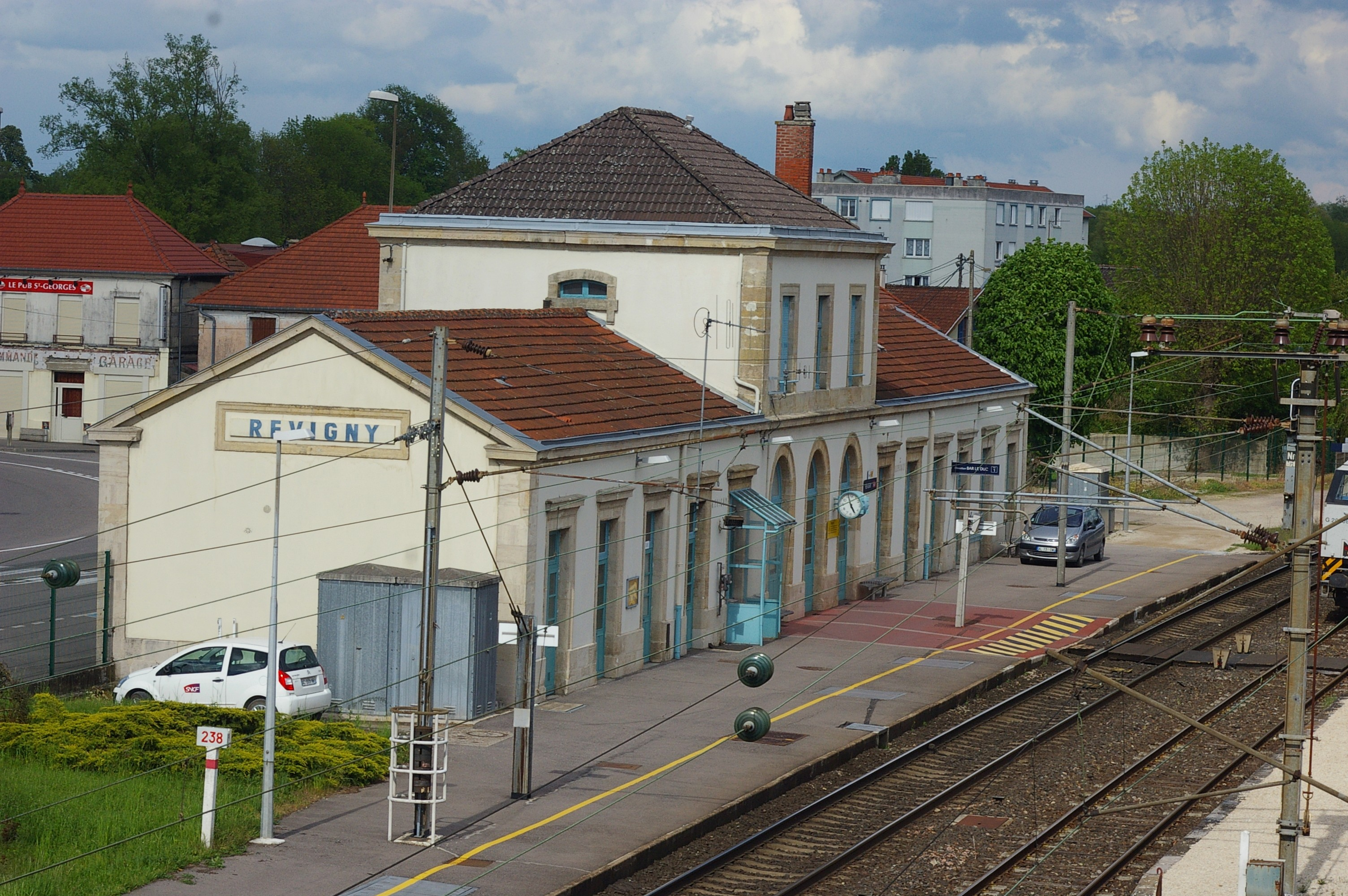
Gare de Revigny.

- Gare de Revigny,
- Gare de Bar-le-Duc,
- Gare de Nançois - Tronville,
- Gare de Saint-Dizier,
- Gare de Meuse TGV.

### Intercommunalité
Commune membre de la Communauté de communes du Pays de Revigny-sur-Ornain.

## Urbanisme

### Typologie
Au 1er janvier 2024, Laimont est catégorisée commune rurale à habitat dispersé, selon la nouvelle grille communale de densité à sept niveaux définie par l'Insee en 2022.
Elle est située hors unité urbaine. Par ailleurs la commune fait partie de l'aire d'attraction de Bar-le-Duc, dont elle est une commune de la couronne,. Cette aire, qui regroupe 86 communes, est catégorisée dans les aires de 50 000 à moins de 200 000 habitants,.

### Occupation des sols
L'occupation des sols de la commune, telle qu'elle ressort de la base de données européenne d’occupation biophysique des sols Corine Land Cover (CLC), est marquée par l'importance des territoires agricoles (77,1 % en 2018), en diminution par rapport à 1990 (80,4 %). La répartition détaillée en 2018 est la suivante : 
terres arables (42,1 %), prairies (28,7 %), forêts (15,4 %), zones agricoles hétérogènes (6,3 %), zones urbanisées (4,8 %), zones industrielles ou commerciales et réseaux de communication (2,8 %). L'évolution de l’occupation des sols de la commune et de ses infrastructures peut être observée sur les différentes représentations cartographiques du territoire : la carte de Cassini (XVIIIe siècle), la carte d'état-major (1820-1866) et les cartes ou photos aériennes de l'IGN pour la période actuelle (1950 à aujourd'hui).

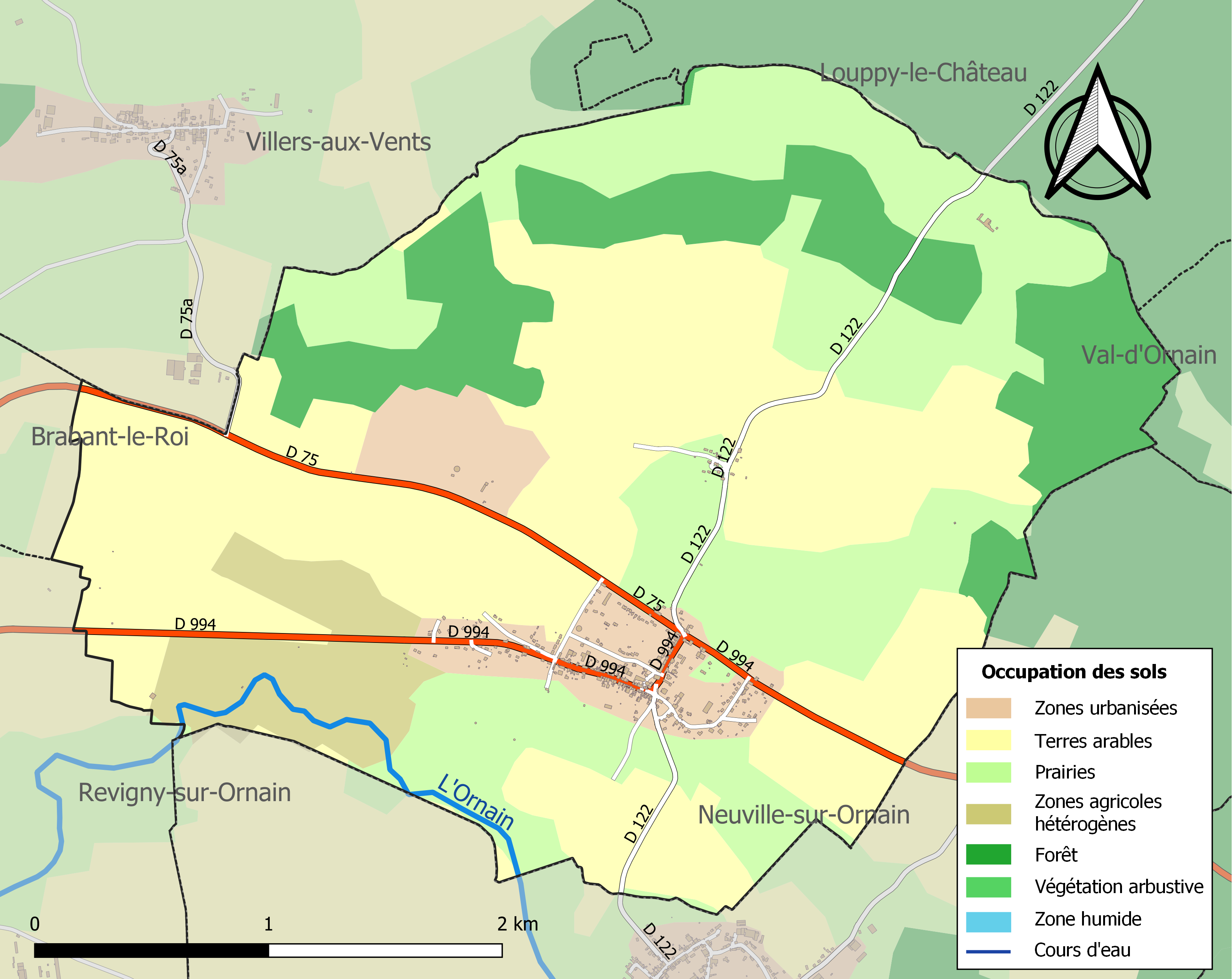
Carte des infrastructures et de l'occupation des sols de la commune en 2018 (CLC).

La commune accueille un site de stockage de déchets dangereux (voir : Gestion des déchets dans le Grand Est).

## Toponymie
Le nom de la localité est attesté sous les formes Laimunt (1141) ; Lainmunt (1141) ; Lemont, Lemmont (1163) ; Leimunt (1189) ; Lainmont (XIVe siècle) ; Leymont (1332) ; Lehemons (1402) ; Laymont (1700) ; Latus-mons (1707) ; Leymont-en-Pertois (1707) ; Lémont (1711) ; Leonismons (1811) ; Leonis-mons (1749) ; Lætus-mons (1778).

## Histoire

Vue de l'église en ruines de Laimont par Raoul Berthelé.
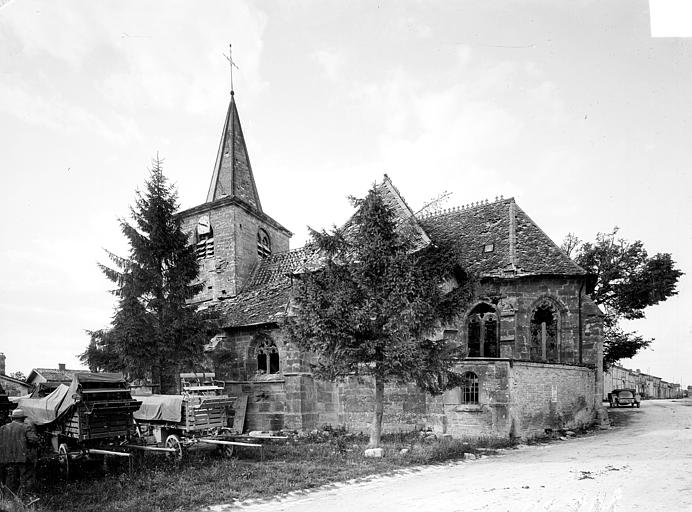
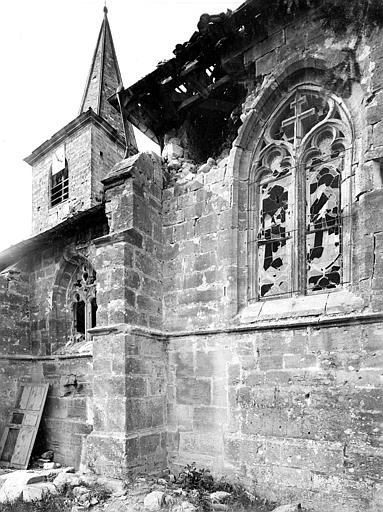
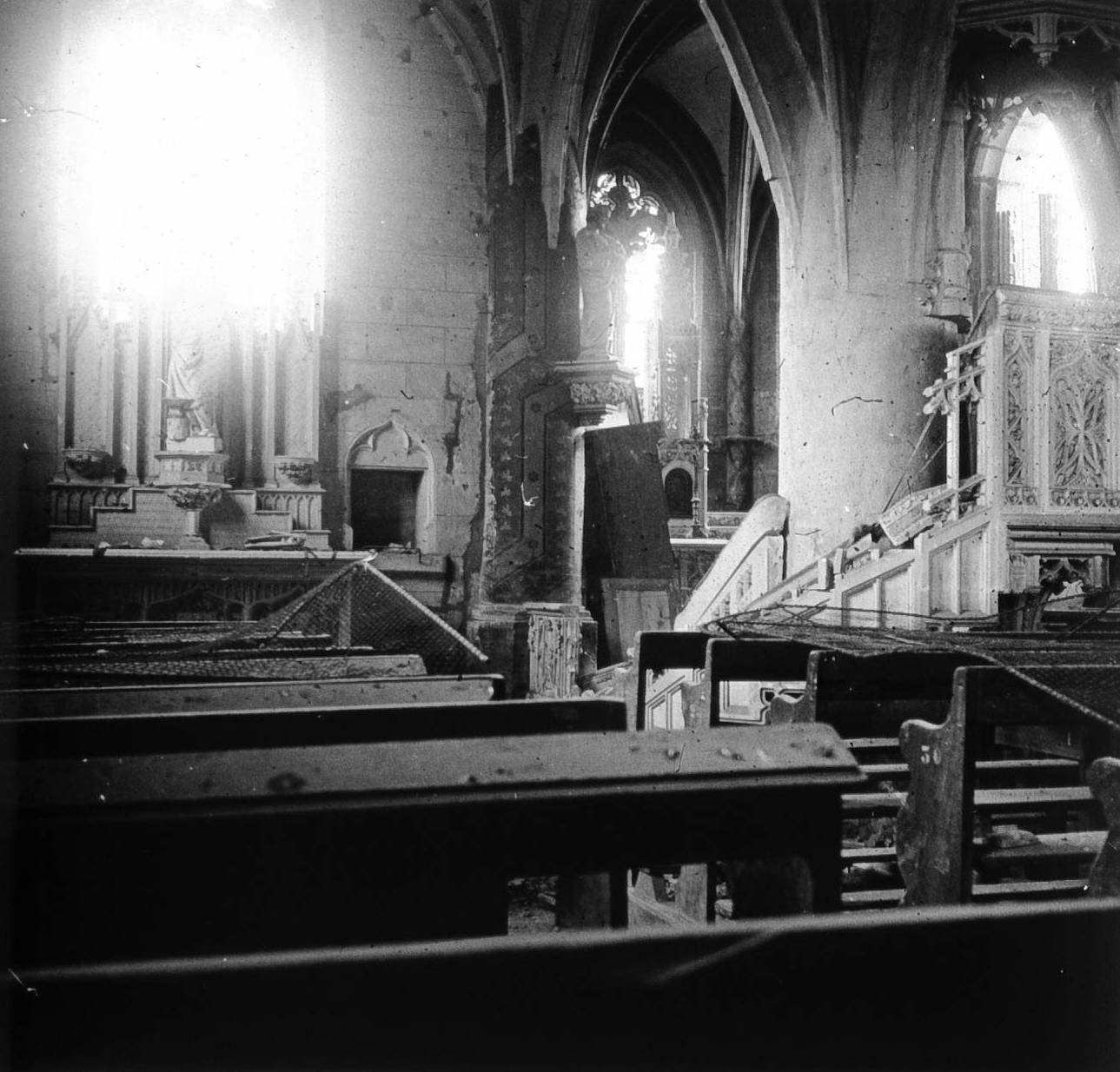
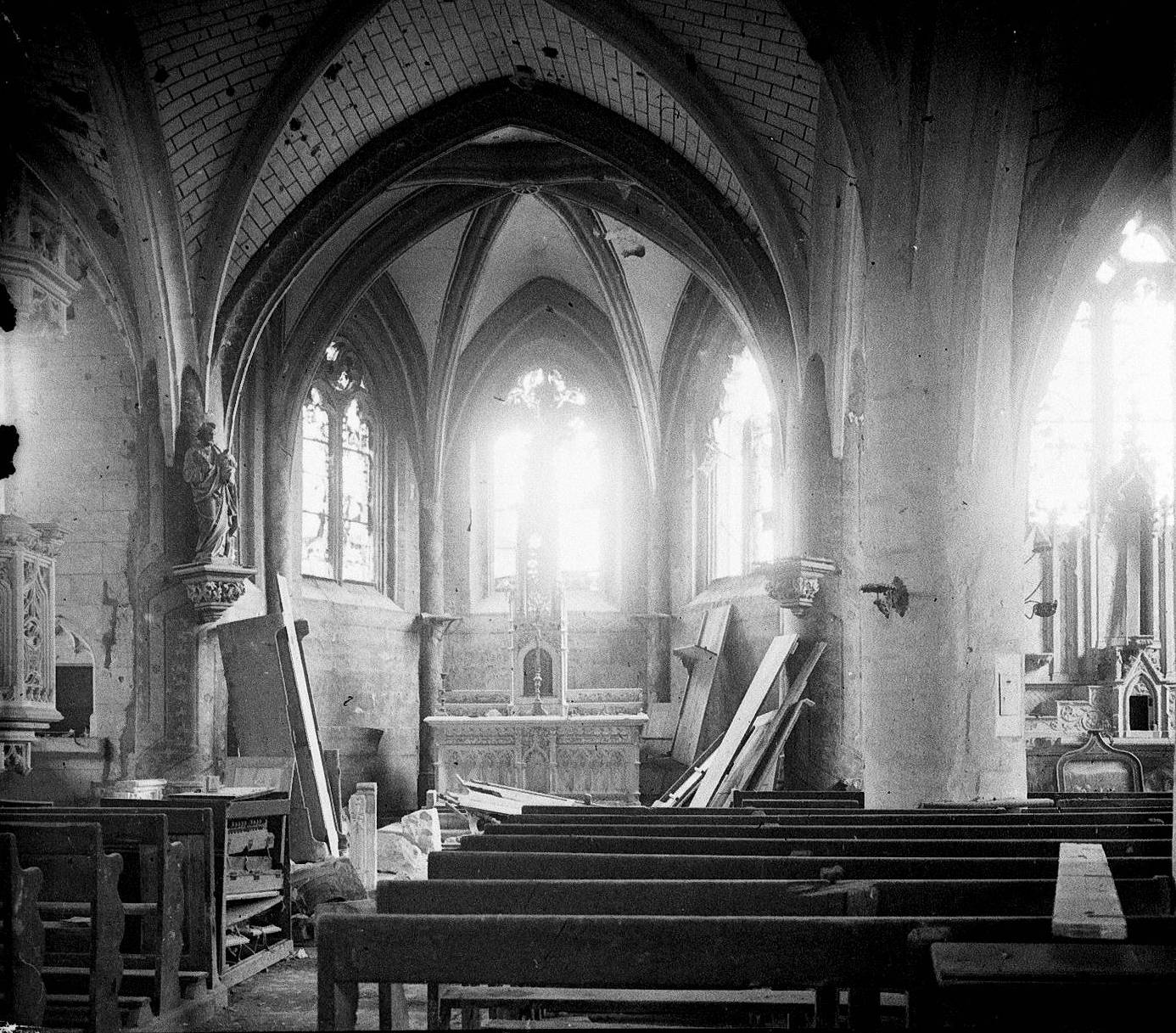

Dans cette commune on retrouve Fontenoy, un petit village qui fut à l'époque un village de 121 habitants. Il fut complètement détruit lors de la Première Guerre mondiale. Deux maisons ont survécu à la Seconde Guerre mondiale. Elles se trouvent à 1,2 km de Laimont.
Il existe non loin, deux fermes dites de Gros terme et Saint Hould.
Le 6 septembre 1914 c'est le « combat de Laheycourt, Villers-aux-Vents, bois de Laimont ». 
En se rendant sur les crêtes au nord de Villers-aux-Vents (cote 190), le 31e régiment d'infanterie se heurte à l'ennemi à Laheycourt; en combattant, il va occuper la position assignée qu'il défend avec acharnement toute la matinée malgré des pertes considérables.
Mais le ravitaillement en cartouches des unités se fait difficilement et le repli s'exécute sur Laimont, où le régiment reçoit l'ordre d'organiser et de tenir coûte que coûte la lisière du bois à l'est de ce village, au nord de la route de Bar-le-Duc – Châlons.

Du 7 au 11 septembre, le régiment tient cette position sans défaillance. Malgré les pertes causées par les violentes rafales d'artillerie ennemie, malgré la faiblesse des effectifs, le régiment résiste vigoureusement à toutes les tentatives ennemies de forcer nos lignes.
Le 11 septembre, l'ennemi bat en retraite et la poursuite commence dans la direction du nord par Belval, Froidos, Avocourt.
Deux habitants ont été admis parmi les 4281 Justes parmi les nations de France pour avoir sauvé des personnes juives persécutées par le régime nazi et le gouvernement de Vichy : Marcel Médard et Mariette Médard.

## Politique et administration

### Budget et fiscalité 2021
En 2021, le budget de la commune était constitué ainsi :
- total des produits de fonctionnement : 580 000 €, soit 1 236 € par habitant ;
- total des charges de fonctionnement : 366 000 €, soit 781 € par habitant ;
- total des ressources d'investissement : 148 000 €, soit 315 € par habitant ;
- total des emplois d'investissement : 132 000 €, soit 281 € par habitant ;
- endettement : 348 000 €, soit 741 € par habitant.

Avec les taux de fiscalité suivants :
- taxe d'habitation : 8,29 % ;
- taxe foncière sur les propriétés bâties : 41,81 % ;
- taxe foncière sur les propriétés non bâties : 23,99 % ;
- taxe additionnelle à la taxe foncière sur les propriétés non bâties : 0,00 % ;
- cotisation foncière des entreprises : 0,00 %.

Chiffres clés Revenus et pauvreté des ménages en 2020 : médiane en 2020 du revenu disponible, par unité de consommation : 24 500 €.

### Liste des maires
| Période                                  | Période   | Identité         | Étiquette | Qualité                                                        |
| ---------------------------------------- | --------- | ---------------- | --------- | -------------------------------------------------------------- |
| Les données manquantes sont à compléter. |           |                  |           |                                                                |
| mars 2001                                | mars 2008 | Pierre Parisse   | UMP       | Conseiller général du canton de Revigny-sur-Ornain (2000-2008) |
| 2008                                     | mai 2020  | Philippe Vautrin |           |                                                                |
| mai 2020                                 | En cours  | Didier Laurent   |           | Agent de maîtrise                                              |

## Population et société

### Démographie

#### Évolution démographique
L'évolution du nombre d'habitants est connue à travers les recensements de la population effectués dans la commune depuis 1793. Pour les communes de moins de 10 000 habitants, une enquête de recensement portant sur toute la population est réalisée tous les cinq ans, les populations de référence des années intermédiaires étant quant à elles estimées par interpolation ou extrapolation. Pour la commune, le premier recensement exhaustif entrant dans le cadre du nouveau dispositif a été réalisé en 2005.

En 2022, la commune comptait 426 habitants, en évolution de −7,99 % par rapport à 2016 (Meuse : −4,4 %, France hors Mayotte : +2,11 %).
| 1793 | 1800 | 1806 | 1821 | 1831 | 1836 | 1841 | 1846 | 1851 |
| ---- | ---- | ---- | ---- | ---- | ---- | ---- | ---- | ---- |
| 750  | 754  | 737  | 749  | 773  | 756  | 758  | 771  | 773  |

| 1856 | 1861 | 1866 | 1872 | 1876 | 1881 | 1886 | 1891 | 1896 |
| ---- | ---- | ---- | ---- | ---- | ---- | ---- | ---- | ---- |
| 678  | 695  | 683  | 652  | 656  | 632  | 624  | 576  | 528  |

| 1901 | 1906 | 1911 | 1921 | 1926 | 1931 | 1936 | 1946 | 1954 |
| ---- | ---- | ---- | ---- | ---- | ---- | ---- | ---- | ---- |
| 561  | 509  | 461  | 329  | 336  | 320  | 313  | 336  | 328  |

| 1962 | 1968 | 1975 | 1982 | 1990 | 1999 | 2005 | 2006 | 2010 |
| ---- | ---- | ---- | ---- | ---- | ---- | ---- | ---- | ---- |
| 371  | 341  | 344  | 410  | 451  | 441  | 436  | 429  | 451  |

| 2015 | 2020 | 2022 | - | - | - | - | - | - |
| ---- | ---- | ---- | - | - | - | - | - | - |
| 464  | 431  | 426  | - | - | - | - | - | - |

### Enseignement
Établissements d'enseignements :
- École maternelle.
- Écoles primaires à Neuville-sur-Ornain, Revigny-sur-Ornain, Val-d'Ornain, Contrisson,
- Collèges à Revigny-sur-Ornain, Bar-le-Duc, Sermaize-les-Bains,
- Lycées à Bar-le-Duc.

### Santé
Professionnels et établissements de santé :
- Médecins à Revigny-sur-Ornain, Contrisson, Robert-Espagne, Beurey-sur-Saultz, Bar-le-Duc,
- Pharmacies à Revigny-sur-Ornain, Robert-Espagne, Bar-le-Duc,
- Hôpitaux à Bar-le-Duc, Saint-Dizier, Vitry-le-François.

### Cultes
- Culte catholique, Paroisse Sainte Mère Térésa Des Valmonts D’ornain[39], Diocèse de Verdun.

### Manifestations culturelles et festivités
- Le Festival des granges (sous-titré sur la route des guitares acoustiques) s'y déroule fin août depuis 2004. Ce festival de musique a pour thème la guitare acoustique dans différents styles (chanson, jazz, blues, pop, world music...)[40].
- Il y a beaucoup d'activités grâce au L.A.S (Laimont association sportive ) dirigée par monsieur Didier Laurent.

## Économie

### Entreprises et commerces

#### Agriculture
- Culture et élevage associés.
- Élevage d'autres animaux.
- Culture de céréales, de légumineuses et de graines oléagineuses.
- Exploitation forestière.

#### Tourisme
- Hébergements et restauration à Revigny-sur-Ornain, Contrisson, Sommeilles, Seigneulles, Aubercy.

#### Commerces
- Commerces et services de proximité.

## Culture locale et patrimoine

### Lieux et monuments

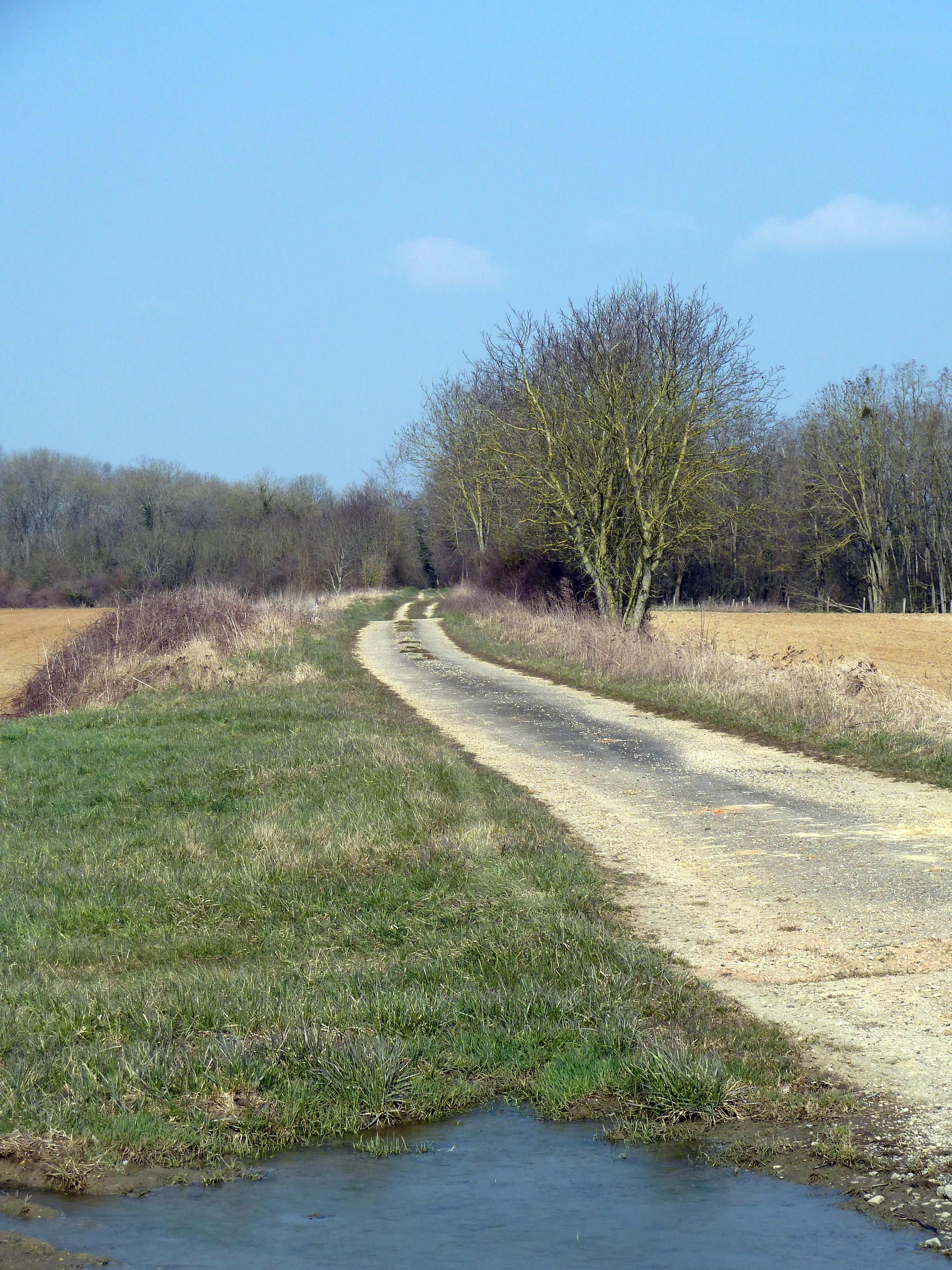
Voie romaine Reims-Toul à Laimont.
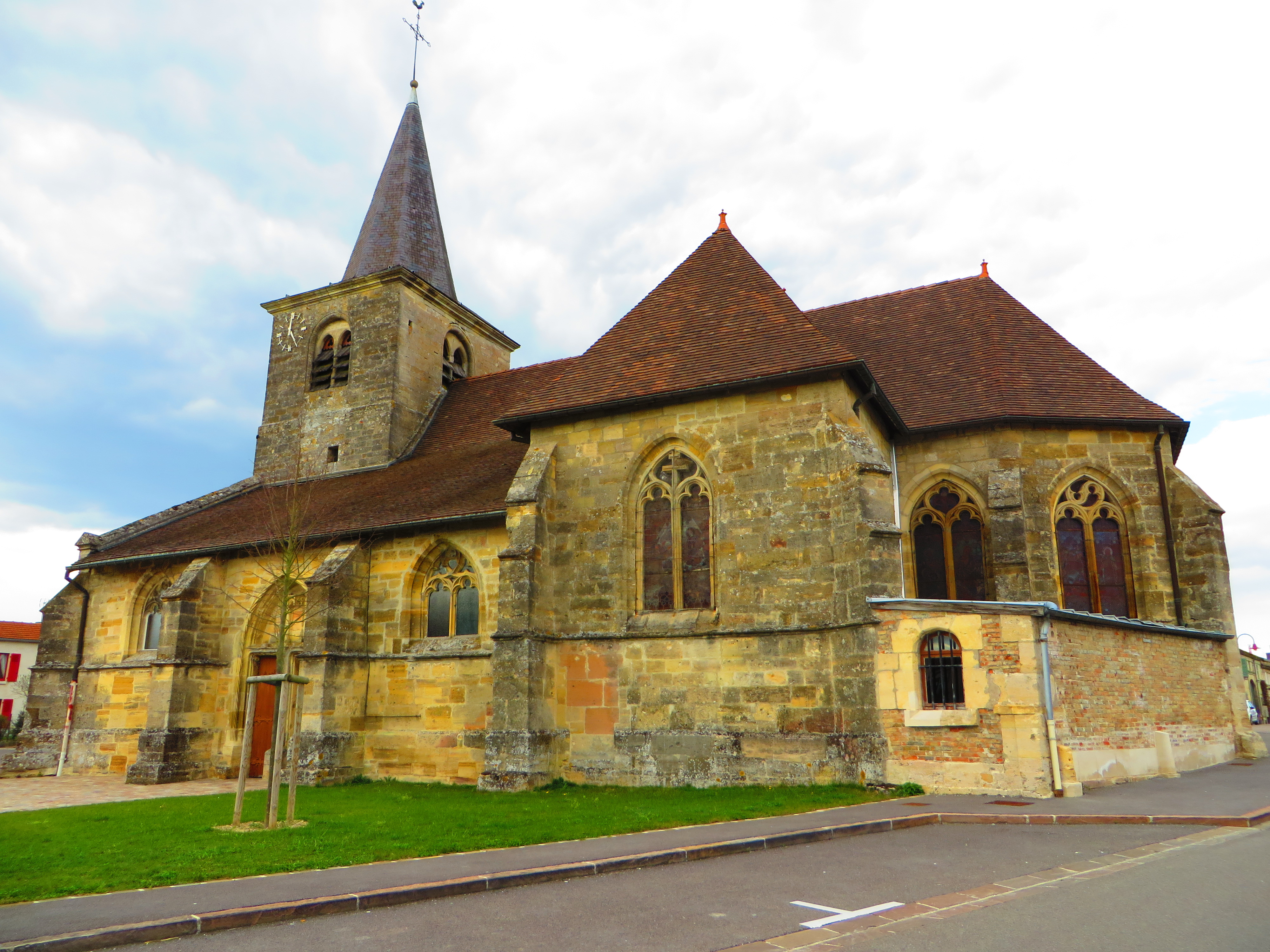
Église Saint-Remi de Laimont.
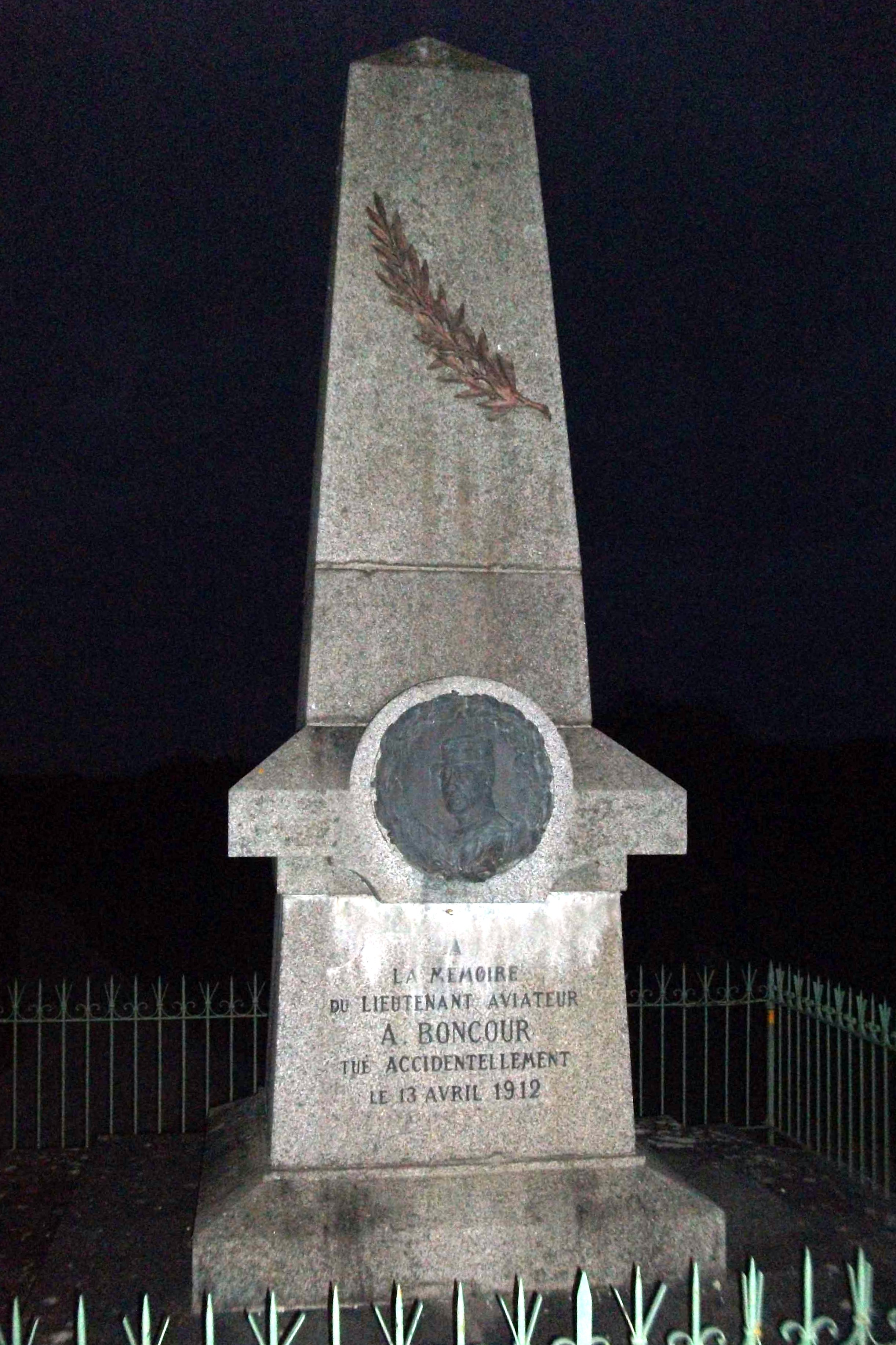
Le monument sur la route vers Bar-le-Duc[41].
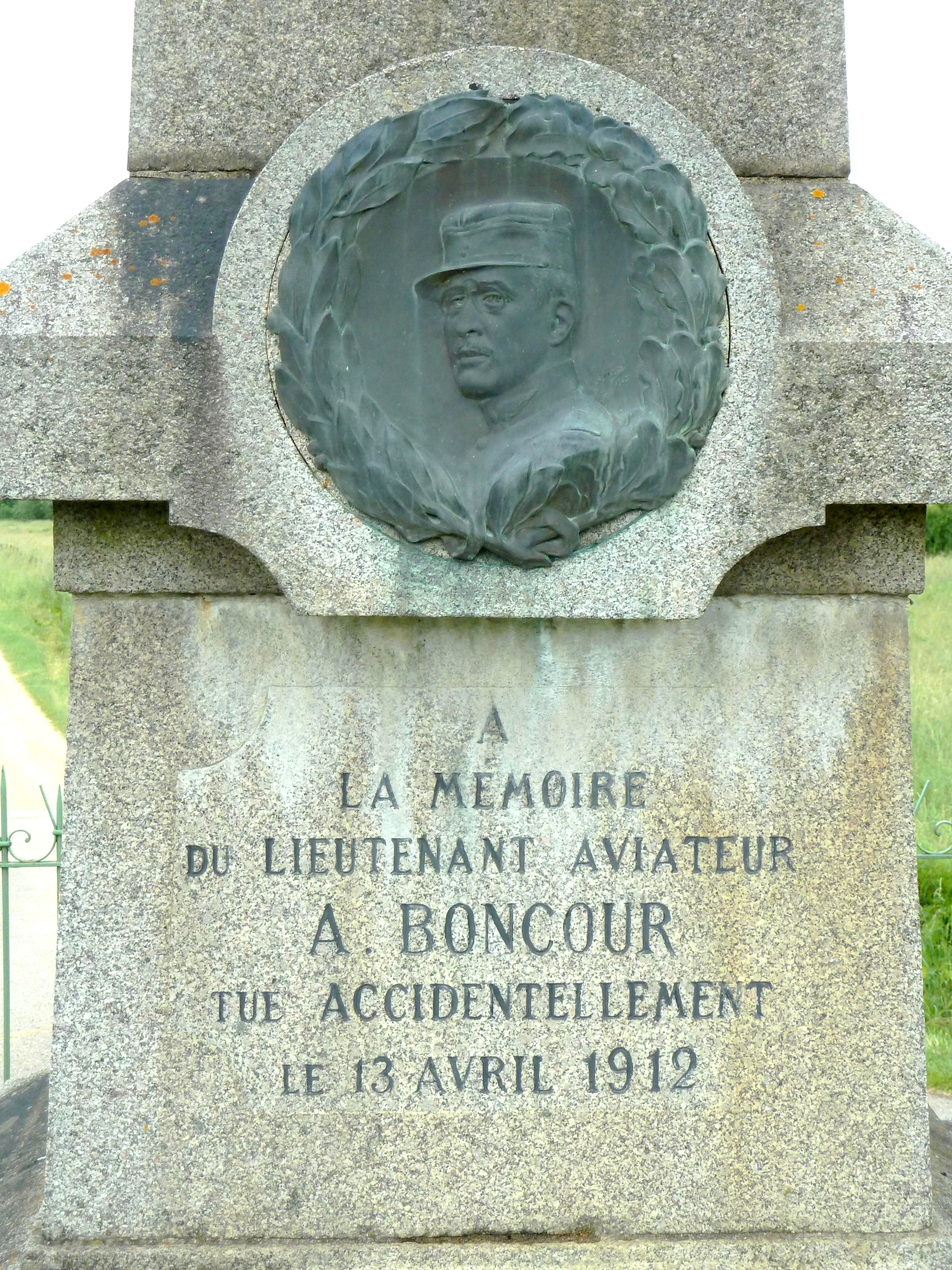
Monument érigé le 12 octobre 1913 en la mémoire du lieutenant aviateur A. Boncour[42].

Patrimoine religieux :
- Une église du XVe et XVIIe siècles, dédiée à Saint Rémy, classée MH le 18 avril 1918[43] propriété de la commune, mais qui initialement faisait partie du château.

Statue de la Vierge à l'Enfant dite de Sainte Hoïlde (classée MH) en pierre taillée peinte (polychrome) du XVIIIe siècle; hauteur : 152 cm.
Cloche dite de l'an XII, en bronze qui chante le Fa dièse 3, datant de 1803 (hauteur : 93 cm, diamètre : 95,5 cm).
Vitrail dans l'église Saint-Rémi baptisé le 3 juin 1921, œuvre des Maîtres-verriers Graff et Adam. Conflits commémorés guerre 1914-1918.
- Monuments commémoratifs[48].

Un monument en hommage au lieutenant Boncourt, aviateur qui s'est écrasé sur le terrain de la commune le 13 avril 1912 en se rendant à Toul.
Autres patrimoines :
- Une voie romaine Reims-Metz traversait le territoire de la commune d'ouest-nord-ouest à est-sud-est, en suivant les actuelles routes départementales D 75 et D 994.
- On peut aussi trouver le lavoir, à l'époque une tuilerie.

### Héraldique
| Blason de Laimont | Blason  | De gueules à trois lions d'or. |
| Blason de Laimont | Détails |                                |